# Rölscheid (Wermelskirchen)
Rölscheid ist ein Wohnplatz in Wermelskirchen-Dabringhausen. Er liegt östlich von Plettenburg und südlich von Grunewald an einer Stichstraße zum Linnefetal. Der Name wird abgeleitet von dem Personennamen Hrodilo.
Am 13. Januar 1299 bekundet Graf Wilhelm von Berg, dass der den Eheleuten Leo und Odilia gehörige Hof zur Heide, beim Hof Holz in Odenthal-Bechen auf ihren Erben Nicolaus, Klosterbruder zu Altenberg, und durch diesen auf das genannte Kloster selbst übergegangen sei. Zu diesem Heider Hof gehörte eine Zinszahlung aus Rölscheid und die Kurmutpflicht. Es wird in diesem Zusammenhang ein alter Hofesverband vermutet.
In der Schatz- und Steuerliste des Amt Bornefeld aus dem Jahre 1469 heißt es: Item eyn metgen zo Roelscheid.
Im Jahre 1688 heißt es: Für das zum Hofgericht zum Holz in Bechen gehörige Gut hat der von Eller durch seinen Halfmann die Kurmut getätigt.
Nach 1777 ist das Kurmutige Gut mehrfach geteilt worden.
Im Urkataster von 1828 bis 1830 sind die Absplisse insgesamt 56 Morgen groß. Heute sind dort mehrenteils Wohnhäuser.
Der erste Zweig der Familie Röntgen findet in Rölscheid seinen Ursprung mit Martin Rongen.

## Quelle
1. ↑  http://www.juliusrontgen.nl/en/familie/

Koordinaten: 51° 5′ N, 7° 13′ O